# Aleksandar Srnić
Aleksandar Srnić (serbisch-kyrillisch Александар Срнић; * 7. Juni 1988) ist ein ehemaliger serbischer Radrennfahrer.

## Karriere
Aleksandar Srnić wurde 2005 serbisch-montenegrinischer Meister im Einzelzeitfahren der Junioren, im Straßenrennen derselben Veranstaltung belegte er den dritten Platz. In der Saison 2006 gewann er den zweiten Teil der Trofej Sajamskih Gradova. 2007 wurde er wiederum serbischer Meister im Einzelzeitfahren, diesmal in der Altersklasse U23. Im Jahr 2008 fuhr Srnić für das serbische Continental Team Centri della Calzatura-Partizan.

## Erfolge
2005
- Serbisch-montenegrinischer Meister im Einzelzeitfahren (Junioren)

2006
- Trofej Sajamskih Gradova II (Junioren)

2007
- Serbischer Meister im Einzelzeitfahren (U23)

## Teams
- 2008 Centri della Calzatura-Partizan